# Мухаммад аль-Аскари
Абу́ Джафар Муха́ммад аль-Аскари ибн Али аль-Хади́ (араб. أبو جعفر محمد العسكري بن علي الهادي‎; 842, деревня Сарья или Сария недалеко от города Медина, Хиджаз — 866, Балад (Ирак)) — кандидат на 11-й имам шиитский имам, сын имама Али аль-Хади так же известный как аль-Заки и аль-Аскари, и старший брат имама Хасан аль-Аскари. Его могила была построена между Самаррой и Казимией, примерно в 93 километрах к северу от Багдада в Баладе.

## Рождение, происхождение и дети
Абу Джафар Мухаммад аль-Аскари родился в 842 году в деревне Сарья (или Сурья) недалеко от Медины,который был основан его прадедом Муса аль-Казимом. Он имел множество титулов, наиболее известные: аль-Аскари, позаимствованный из титула его отца Имам Али аль Хади, который вместе с семьей долгое время находился в заключении, фактически в плену, на военной базе близ Самарры под названием аль-Аскари Аббасидского халифата, аль-Баадж, Сабаъ аль-дуджейл, Сабаъ аль-джазира, аль-Бурхан.
Его родословная древо: Абу Джафар Мухаммад аль-Аскари ибн имам Али аль-Хади ибн имам Мухаммад ат-Таки ибн имам Али ар-Рида ибн имам Муса аль-Казим ибн имам Джафар ас-Садик ибн имам Мухаммад аль-Бакир ибн имам Зейн аль-Абидин ибн имам Хусейн ибн Али ибн имам Али ибн Абу Талиб.  Согласно наиболее распространенному мнению, он был первым ребёнком Имама Али аль-Хади и был старше имама Хасана аль-Аскари. Мать Мухаммада аль-Аскари и его брата Хасан аль-Аскари, как и в случае с большинством двенадцати имамов, была рабыней, которая после рождения детей была удостоена титула «умм валад». Её настоящее имя было Худайс, хотя некоторые говорят, что её звали «Сулайл», «Газала», «Сюзайн» или «Хадиса». У них были и другие братья от других жен их отца имама Али аль-Хади. Среди них был Джафар аль-Тавваб, который был также известен как «Джафар аз-Заки» или «Джафар-ас-Сани», его другим братом был Хусейн.
Существуют разные мнения о количестве детей имама Саййида Мухаммада аль-Аскари аль-Баадж Сабаъ ал-дуджайля. Ученые по генеалогии аль-Наджафи в книге "Бахр аль-Ансаб", Дамин ибн Шадгум в своей книге "Тухфат аль-Азхар" и многие другие перечисляли имена нижеследующих сыновей:
1) Саййид Джафар (под этим известным прозвищем (лакаб) своего отца - Абу Джафар Мухаммад, Ибн Шадгум в своей книге "Тухфат аль-Азхар" упомянул его второе прозвище (лакаб) - Абу Али Мухаммад) - Ибн аль-Тактаки, умерший в 709 года хиджры, и специалист по генеалогии Саййид Махди аль-Раджаи в своей книге «Аль-Мукакубун», часть 2, стр. 53, упоминают о его потомках и пишут, что «у него есть потомство в Пакистане и они задокументировали древние рукописи родословных древ и известные святыни своих предков, которые подтверждают то, что они доказали об их благородном происхождении, и они там известные садаты по отношению к своему деду имаму Али аль-Хади аль-Наки».
2) Саййид Али также известен под прозвищами (Акбар, Асгар, аль-Муттаки, Абу Абдуллах, аль-Амир Султан Садат) Саййид Али Акбар - согласно многим генеалогическим источникам и заключению многих ученых историков от его потомка по имени Саййид Накиб Мухаммад Хусейн ибн Саййид Мухаммад ибн Саййид Али ибн Саййид Мухаммад аль-Аскари аль-Баадж родословное древо делится на две ветви от двух его сыновей: Первая ветвь - от Саййида Мухаммада (предок Саййида Шамс ад-Дина Мухаммада аль-Бухари, прадеда «Садата аль-Бааджа» стран Ближнего востока, Ирана и Ирака). Вторая ветвь - от Саййида Ахмада ибн Амир Хасана (прозвище ар-Рида), по прозвищу - Саййид Ата который считается предком сейидов овлядя «Садат ал-Бухари» «Саййидатаи» в Бухаре, Самаркандской области, Средней Азии. Султан Садат Саййид Али Акбар является «султаном (лидером) саййидов», историки предполагают, что место его захоронения находится в главном мавзолее мемориального комплекса Султан Садат. Саййид Али Акбар также упоминается под прозвищем (кунят) Абу Мухаммад, предположительно умерший в конце IX или начале X века в Термезе. В мемориальном комплексе Султан Саодат и на его территории расположено множество усыпальниц и безымянных могил более тысячи саййидов. Историки упоминают что его потомки проживали в Бухаре, Самарканде и Термезе. Одним из его известных потомков "аль-Бухари" был Саййид Шамс ад-дин Мухаммад Амир Султан аль-Бухари. Ученый по генеалогии Дамин ибн Шадгум в своей книге «Тухфат аль-Азхар», умерший в 1090 году, упомянул, что Саййид Шамс ад-дин Мухаммад аль-Бухари был великим ученым, известным как Амир Султан аль-Бухари, являлся наставником Османского султана Баязида, и что родом он был из Бухары, и его потомков также звали саййиды "аль-Бухари". И Саййид Шамс ад-дин Мухаммад Амир Султан аль-Бухари является предком "Садат аль-Баадж" в Ираке и Хузестане, Иран. Это оговаривал великий ученый Саййид Хасан аль-Бараки, умерший в 1332 году, в своем комментарии к «Тухфат аль-Азхар» ученый Ибн Шадгум писал об этом: «Саййид Мухаммад — сын имама Али аль-Хади, мир ему, от него Сайид Шамс ад-Дин аль-Бухари и его династия раскинулась на окраинах Ирака, от его потомков  Саййид Ала ад-дин Ибрахим, и Саййид Ибрахим сменил Саййида Али, и Саййид Али сменил Саййид Юсуфа, и Саййид Юсуф сменил Саййида Хамзу, а Саййид Хамза сменил Саййида Мухаммада аль-Баадж второго (второй Мухаммед)) и он сменил Саййида Аль-Муайяда Биллаха Яхью, и он был одним из великих садатов и знатных людей Ирака в XI веке, и Саййид Яхья сменил Саййида Мухаммада, а Саййид Мухаммад сменил Саййида Ибрагима и Саййида Иса, и Сайид Ибрагим - дед семьи "аль-Баадж" в Ираке и других странах... Ученый по генеалогии доктор Саййид Валид аль-Баадж подтвердил происхождение потомков Саййида Мухаммад аль-Бааджа и написал книгу о его потомках в 1999 году, которая включает десятки надежных источников, которыми пренебрегли многие специалисты по генеалогии Ахль аль-Байт, а также множество фактов и старых документов, упоминающих о Саййиде Мухаммаде аль-Баадж и о его потомках и их почетных святынях.
3) Саййид Ахмад - он был аулия, принадлежит к садатам, известным среди потомков "ар-Ризави" в Хансаре, Иране, а также среди них в Пакистане, известных под именем "Садат ан-Накви". У Саййид Ахмеда есть знаменитый мавзолей-святыня в Хансаре, и эту святыню посещают многие паломники. Среди его потомков имамзаде Саййид Махмуд ибн Саййид Мухаммад ибн Саййид Ахмад бин Саййид Мухаммад аль-Аскари ибн имам Али аль-Хади аль-Наки имеет большую святыню и известный мавзолей в Хое.

This is mausoleum of Sayyid Ahmad bin Sayyid Muhammad al-Askari Saba dujail in Khansar

4) Саййид Хусейн - его потомки живут в Мерве (ныне на территории Туркменистана), об этом упоминается в книге "Аль-Мукакубун" часть-2, страница-53 ученого ан-насаба Саййид Махди аль-Раджаи, он цитировал ученого Ибн Хотеля, умершего в 565 г. хиджры, в своей генеалогической книге "Аль-Ансаб".
5) Саййид Абу Талиб Мухаммад – его потомки живут в Пакистане, их называют «Садат ан-Накви» в честь их предка имама Али аль-Хади по его прозвищам – ан-Наки, аль-Аскари, аз-Заки, аль-Фаттах, аль-Муртаза и другие. Племя Аль-Бакара ведет свою родословную от Саййида Абу Талиб Мухаммада ибн Саййид Мухаммад аль-Аскари аль-Баадж ибн имам Али аль-Хади.
6) Саййид Искандар - его потомки живут в странах Ближнего Востока, Индии и Пакистана.

## Мавзолей
Мавзолей Мухаммада аль-Аскари находится между Самаррой и Казимией, примерно в 93 километрах к северу от Багдада в Баладе.
Табличка на зарихе (серебряный сетчатый ящик на могиле) мавзолея гласит:
Это мавзолей великого Саййида Абу Джафара Мухаммад сына имама Али аль-Хади занимавшего высокое положение, и шииты верили, что он будет следующим имамом после имама Али аль-Хади, и когда он умер, имам аль-Хади указал, что Имам Хасан аль-Аскари будет его преемником. Когда имам аль-Хади переселился из Медины в Самарру, Саййид Мухаммад был еще ребенком, и когда стал подростком он присоединился к своему отцу в Самарре, и оставался там, пока не решил вернуться в Медину. Когда он отправился из Самарры на девяти парасангах и прибыл в деревню Балад, он заболел и там умер.

## СектаМухаммадия
Мухаммадиты - шииты (названные в честь Мухаммада аль-Аскари ибн Имама Али аль-Хади ) были шиитской сектой (ныне вымерший), считавшей, что из-за предполагаемого отсутствия наследника (по их мнению) у Хасана аль-Аскари им пришлось переосмыслить законность его имамат. Поэтому вместо этого они поверили в имамат его брата Мухаммада аль-Аскари ибн Имама Али аль-Хади, который умер за 7 лет до смерти своего отца. Однако мухаммадиты отрицали смерть Мухаммада аль-Аскари ибн Имама Али аль-Хади, и утверждали, что его отец указал на него и назначил его имамом до его смерти, чтобы преуспеть себя, и упомянул его по имени и личности. Эти верования, по их мнению, являются тем, с чем согласны другие подсекты. Чтобы поддержать свою позицию, они считали, что имам не может указать по воле на того, кто не является имамом. Поэтому, чтобы поддержать это убеждение, они утверждали, что Мухаммад аль-Аскари ибн Имам Али аль-Хади не умер на самом деле, как это было очевидно. По их словам, его отец скорее спрятал его из-за Такийи (как утверждали исмаилиты, Джафар ас-Садик спрятал своего сына Исмаила ибн Джафара), и он был Ожидаемым Махди.
Другая мухаммадитская подсекта Нафиситы (названные в честь слуги имама Али аль-Хади по имени Нафис) были экстремистской шиитской сектой (ныне вымерший) мусульман.
Нафиситы считали, что Мухаммад аль-Аскари ибн Имам Али аль-Хади действительно умер и что он передал завещание не своим детям, а слуге своего отца по имени Нафис. По их словам, Мухаммад аль-Аскари передал Нафису книги, разные знания, меч и все, что нужно Умме. Они также ложно утверждали, что Мухаммад посоветовал Нафису передать все это своему брату Джафару ибн Али аль-Хади, если он (т.е. Мухаммад аль-Аскари) умрет. 
Нафиситы заняли очень жесткую позицию по отношению к Хасану аль-Аскари, младшего брата Мухаммада аль-Аскари. Они считали его и всех, кто верил в его имамат, неверующими. Они также придерживались крайних взглядов в отношении Джафара ибн Али аль-Хади и утверждали, что он был Махди.

## Смерть
В 866 году Мухаммад аль-Аскари решил посетить Каабу. Когда он прибыл в Балад (недалеко от Самарры в Ираке), то заболел и умер 17 июля 866 года. Шииты похоронили его в Баладе. Некоторые люди предполагали, что он был отравлен Аббасидами.
После смерти старшего сына, имам Али аль-Хади провел по нему траурную церемонию.
Некоторые люди из Бану Хашим, в том числе Хасан ибн Хасан аль-Афтас сообщил, что:
Когда Сеййид Мухаммад скончался, мы пошли в дом имама Али аль-Хади. И мы увидели, что ковер расстелен, а люди сели вокруг него. Мы оценили численность населения, помимо освобожденных рабов и других людей, там было 150 человек из семьи Абу Талиба, Бану Хашим и курайшитов. Внезапно вошел младший брат Мухаммада имам Хасан аль-Аскари, разорвав на себе одежду от горя о смерти брата. Он стоял рядом с отцом. Мы его тогда не знали. Через час Имам Али аль-Хади сказал ему: «О сын мой! Вознеси свою хвалу Аллаху, так как Он предложил тебе что-то». Имам Хасан аль-Аскари заплакал и сказал: «Хвала Аллаху, Господу миров. Мы восхваляем Его только за Его благословения на нас, и мы от Аллаха и к Нему мы возвращаемся». Я спросил: Кто это? И люди сказали: это Хасан, сын Имама Али аль-Хади. В то время он выглядел на лет 20. Так мы узнали, что он станет следующим имамом после своего отца.

## Книга о жизнеописании и караматах
Книги о жизнеописании и караматах Абу Джафара Мухаммада аль-Аскари были написаны учеными историками т.к. Мирза Хусейн аль-Нури по названию "Аль-Наджам аль-Накиб" и ученый Мухаммад Али Урдубади (1894-1960) по названию "Жизнь и Карамат Абу Джафара" на арабском языке. Перевод книги Али Акбара Махдипура на языке фарси опубликован как "Ситари-и Дуджайл" (Начало Дуджайла), в конце этой книге есть приложения о биографии автора, и информация о детей Мухаммад аль-Аскари, библиография и молитвы, которые следует читать при посещении мавзолея Мухаммада аль-Аскари. Книга "Ситари-и Дуджайл" (Начало Дуджайла) состоит из двух томов: первый том о жизни Мухаммада аль-Аскари, а вторая касается его караматов.

## Атака на храм
7 июля 2016 года не менее 35 человек погибли и более 70 получили ранения в результате штурма Мавзолея группой нападавших. Среди нападавших были террористы-смертники на автомобилях, пешие смертники и несколько боевиков. Они напали на шиитских паломников, праздновавших Ураза-байрам.
В прошлом были бомбардировки и межконфессиональное кровопролитие в городе Самарра, где похоронены имам Али аль-Хади и одиннадцатый имам шиитов-двунадесятников Хасан аль-Аскари, отец и младший брат Мухаммеда аль-Аскари ибн имам Али аль-Хади

## См.также
- Мухаммадитская секта
- Садат аль-Баадж
- Султан Саодат (Садат)
- Саййид Али Акбар

## Примечание
1. ↑  The Imam’s Noble Lineage | The Life of Imam Hasan Al-'Askari | Al-Islam.org. Дата обращения: 13 апреля 2022. Архивировано 13 марта 2016 года.
2. ↑  Sheikh Qumi, Muntahi al-Amal, 1379, chapter-3, p-20
3. ↑  Hossein Madani, book "Tuhfat al-Azhar", Al-Tarat al-Maktub, chapter-1, pp-9-10
4. 1 2  Kharz ad-din, book "Markat al-Maarif", 1371, chapter-2, pp-242
5. 1 2  Badawi, Saba al-Jazeera, book Saba al-Dujail Information and Guidance Centre, p-10
6. ↑  Naqib al-Ashraf Ibn Abd al-Ahad Sherazi "Shajara-e-nasab", p-27-39, Islamic University, Association of Naqabats,2012
7. 1 2  Arjomand, Said A. «Imam Absconditus and the Beginnings of a Theology of Occultation: Imami Shi’ism Circa 280-90 A.H/900 A.D.» Journal of the American Oriental Society 117.1 (1997): 1-12. JSTOR. Web. 15 Mar. 2010.
8. ↑  المناقب ج4 ص382.
9. ↑  من هو الامام علي الهادي ؟ | مركز الإشعاع الإسلامي. Архивировано 3 نوفمبر 2022.
10. ↑  Бадави, "Сабаъ аль-Дуджейл Таблиг ва аль-Иршад", стр-2
11. ↑  Аль-Курейши, "Жизнеописание имамов", Study and Analysis, стр-25-31
12. ↑  Бадави, "Сабаъ аль-Дуджейл Таблиг ва аль-Иршад", стр-2-3
13. ↑  Шейх аль-Муфид,"Аль-Иршад фи марифат Худжжат Аллах аляль-Ибад", Кум, "Кунгира-йи Шейх аль-Муфид",(1413 г.х)
14. ↑  Shareef al-Qurashi, "Twelve imams",2005,p.23
15. ↑  Ибн Шадгум Хоссейн Мадани, книга «Тухфат аль-Азхар», Аль-Тарат аль-Мактуб, глава-1, стр-9-10
16. ↑  Kharz ad-din, "Markat al-Maarif", 1371, ch-2, pp-242
17. ↑  https://shajarauz.uz/sulton-sodot-saodat-amir-sayyid-ali-akbar/ (недоступная+ссылка) Саййид Али Акбар ибн Саййид Имам Аскарий
18. ↑  Ibn Shadgum Hossein Madani, book "Tuhfat al-Azhar", Al-Tarat al-Maktub, chapter-1, pp-9-10
19. ↑  "Dastur al Mulk" (Guide to Kings) (XVII сentury) by Khwaja Samandar Muhammad ibn Baqi al-Termizi, translator professor of history Jabbor Esonov, "Sharq", Tashkent 2001, page 22
20. ↑  "Durdonahoi Nasr" book, "Adib", Dushanbe 1985, page 375
21. ↑  "Sayyidlar Shajarasi", "Islamic university", Tashkent 2017, page 14
22. ↑  «Buyuk Termiziylar» (Буюк Термизийлар) book by Mirzo Kenjabek, “Uzbekistan National encyclopedias” 2017, page-267
23. ↑  http://www.alnssabon.com/t91117.html#post432618 (недоступная+ссылка) Al-Baaj the offspring of Sayyid Muhammad Saba al-dujail ibn al-Imam Ali al-Hadi
24. ↑  https://arabelalekat.yoo7.com/t685-topic Sadat al-Baaj
25. ↑  https://forums.alkafeel.net/node/12294 Архивная копия от 16 апреля 2022 на Wayback Machine السيد محمّد البعاج بن الإمام الهادي
26. ↑  https://qom.haj.ir/%D8%A7%D9%85%D8%A7%DA%A9%D9%86/%D8%A7%D9%85%D8%A7%DA%A9%D9%86-%DA%A9%D8%A7%D8%B8%D9%85%DB%8C%D9%86-%D9%88-%D8%B3%D8%A7%D9%85%D8%B1%D8%A7/%D8%B3%D9%8A%D8%AF-%D9%85%D8%AD%D9%85%D8%AF-%D8%B9 Архивная копия от 8 декабря 2020 на Wayback Machine Саййид Мухаммад (на персидском)
27. ↑  Faqīh Baḥr al-ʿUlūm and Khāmayār, Ziyāratgāh-hāyi Iraq, vol. 1, p. 520.
28. ↑  Реза, Сайед Джафар (2012). "Сущность ислама", Нью-Дели, Индия: издательство Concept Publishing Company. п. 254 и 255
29. ↑  Firaq al-Shi'ah (Группы шиитов), Абу Мухаммад аль-Хасан бин Муса ан-Нубахти, стр. 101, и Аль-Фусул аль-Мухтара, Аль-Шейх Аль-Муфид, стр. 260
30. ↑  Firaq al-Shi'ah (Группы шиитов), Абу Мухаммад аль-Хасан бин Муса ан-Нубахти, стр. 101, и Аль-Фусул аль-Мухтара, Аль-Шейх Аль-Муфид, стр. 260-61
31. ↑  Firaq al-Shi'ah (Группы шиитов), Абу Мухаммад аль-Хасан бин Муса ан-Нубахти, стр.108
32. ↑  Бадави, "Сабаъ аль-Дуджейл Таблиг ва аль-Иршад", с. 4.
33. ↑  Ибн Суфи, "аль-Маджди фи ансаб ат-Талибин", с. 325
34. ↑  Маджлиси, "Бихар аль-анвар", том.50, с.245
35. ↑  Маджлиси, "Бихар аль-анвар", том.50, с.245-246
36. ↑  https://iz.ru/news/621349 Архивная копия от 14 апреля 2022 на Wayback Machine В результате теракта в иракском городе Балад погибли 35 человек
37. ↑  https://news.un.org/ru/story/2016/07/1288091 Архивная копия от 22 октября 2020 на Wayback Machine В ООН осудили террористическое нападение на шиитский мавзолей в Ираке
38. ↑  Omar Al-Jawoshy. Dozens Killed in Suicide Attack on Shiite Shrine North of Baghdad. The New York Times (7 июля 2016). Дата обращения: 14 июля 2016. Архивировано 14 апреля 2022 года.